# سفارة العراق في كندا
سفارة العراق في كندا هي أرفع تمثيل دبلوماسي لدولة العراق لدى كندا. تقع السفارة في أوتاوا وهي تهدف لتعزيز المصالح العراقية في كندا.

## وصلات خارجية
- قائمة سفارات العراق
- قائمة السفارات في كندا